# 2025-ös Formula–1 mexikóvárosi nagydíj
A mexikóvárosi nagydíj a 2025-ös Formula–1 világbajnokság huszadik futama lesz, amelyet 2025. október 24. és október 26. között rendeznek meg az Autódromo Hermanos Rodríguez versenypályán, Mexikóvárosban.

## Választható keverékek
| Abroncs              | Friss | Használt |
| -------------------- | ----- | -------- |
| Kemény keverék (C3)  |       |          |
| Közepes keverék (C4) |       |          |
| Lágy keverék (C5)    |       |          |
| Átmeneti esőgumi (I) |       |          |
| Teljes esőgumi (W)   |       |          |

## Szabadedzések
A mexikóvárosi nagydíj első szabadedzését október 24-én, pénteken délután tartják, magyar idő szerint 20:30-tól.
A mexikóvárosi nagydíj második szabadedzését október 24-én, pénteken délután tartják, magyar idő szerint 00:00-tól.
A mexikóvárosi nagydíj harmadik szabadedzését október 25-én, szombat délután tartják, magyar idő szerint 19:30-tól.

## Időmérő edzés
A mexikóvárosi nagydíj időmérő edzését október 25-én, szombat délután tartják, magyar idő szerint 23:00-tól.

## Futam
A mexikóvárosi nagydíj futamát október 26-án, vasárnap délután tartják, magyar idő szerint 21:00-tól.